# Zaliuttea, Ratne
Zaliuttea (în ucraineană Залюття) este un sat în comuna Șcedrohir din raionul Ratne, regiunea Volînia, Ucraina.

## Demografie
Componența lingvistică a localității Zaliuttea
     Ucraineană (100%)
Conform recensământului din 2001, toată populația localității Zaliuttea era vorbitoare de ucraineană (100%).